# Вајденбах (Средња Франконија)
Вајденбах (њем. Weidenbach) град је у њемачкој савезној држави Баварска. Једно је од 58 општинских средишта округа Ансбах. Према процјени из 2010. у граду је живјело 2.182 становника. Посједује регионалну шифру (AGS) 9571216.

## Географски и демографски подаци
Вајденбах се налази у савезној држави Баварска у округу Ансбах. Град се налази на надморској висини од 437 метара. Површина општине износи 21,7 km². У самом граду је, према процјени из 2010. године, живјело 2.182 становника. Просјечна густина становништва износи 101 становника/km².